# Guido Novak von Arienti
Guido svobodný pán Novak von Arienti (německy Guido Giacomo Freiherr Novak von Arienti) (21. ledna 1859 Milán – 15. srpna 1928 Vídeň) byl rakousko-uherský generál a vojevůdce první světové války. Do c. k. armády vstoupil jako kadet v roce 1878 a sloužil u různých posádek v Haliči a Tyrolsku. V hodnosti generálmajora se za první světové války zúčastnil bojů v Srbsku a Itálii. Byl dvakrát zraněn a za zásluhy získal v roce 1917 prestižní Vojenský řád Marie Terezie, zároveň byl povýšen na barona. Jako polní podmaršál zastával v letech 1917–1918 funkci velitele Tereziánské vojenské akademie. Po zániku monarchie byl penzionován a žil v soukromí.

## Životopis

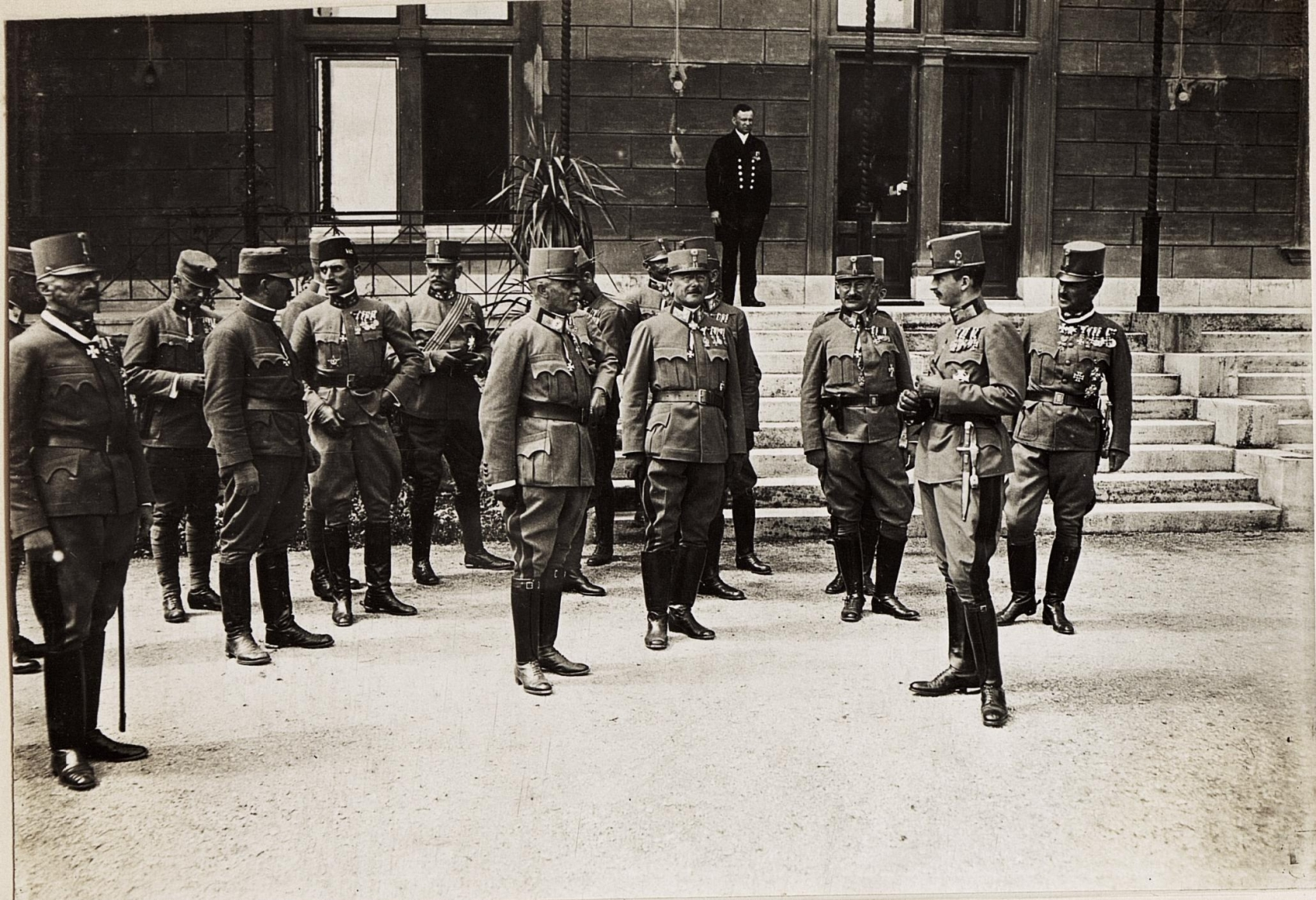
Udílení Řádu Marie Terezie císařem Karlem I. ve vile Wartholz (14. srpna 1917)

Pocházel z moravské, byl vnukem ostravského okresního hejtmana Johanna Novaka (1799–1894). Narodil se jako syn Arthura Novaka (1835–1865), úředníka u c. k. námořnictva, matka Josefína (1839–1913) byla dcerou milánského architekta Abrama Arientiho. Vojenskou průpravu získal na kadetní škole v Králově Poli (dnes Brno) a do armády vstoupil v roce 1878 jako poručík u 45. pěšího pluku. Později sloužil u 80. pěšího pluku ve Lvově a zúčastnil se potlačení povstání v Dalmácii (1880). V roce 1883 byl povýšen na nadporučíka, jako kapitán (1890) byl přeložen k 74. pěšímu pluku, ale již o rok později se vrátil do Lvova. V roce 1901 byl povýšen na majora a stal se velitelem praporu u 2. pluku tyrolských myslivců v Tridentu. U polních myslivců sloužil později v Klagenfurtu a v roce 1907 byl povýšen na podplukovníka. V roce 1910 dosáhl hodnosti plukovníka a v letech 1910–1914 byl velitelem 1. pluku císařských myslivců v Innsbrucku.

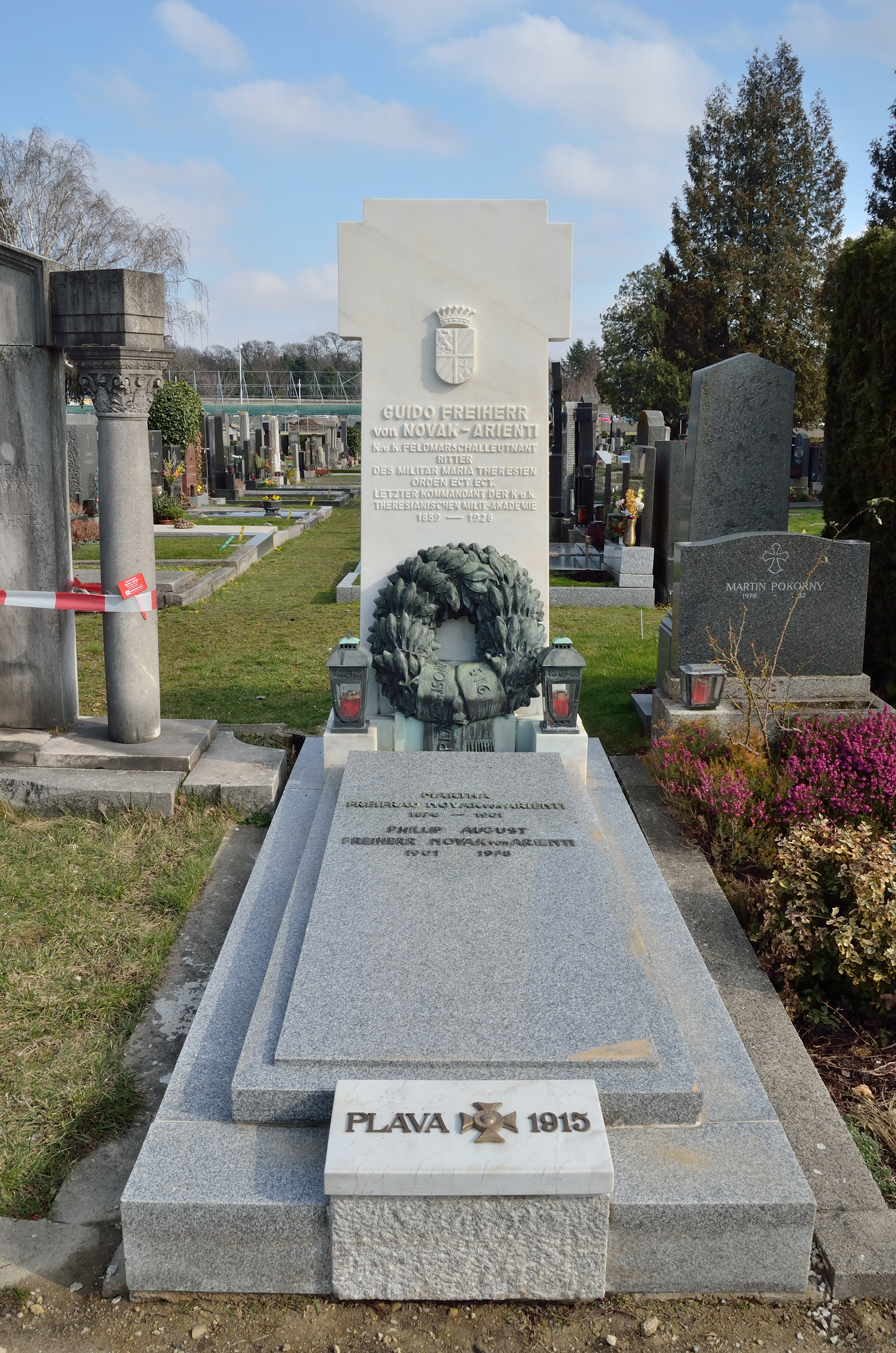
Hrob Guida Novaka na hřbitově v Hietzingu

Na začátku první světové války byl povýšen do hodnosti generálmajora (1. srpna 1914) a jako velitel brigády povolán na srbskou frontu v rámci armády generála Potiorka. V září 1914 byl zraněn do hlavy a odeslán na dovolenou. Do aktivní služby se vrátil v lednu 1915 a znovu převzal velení brigády, s níž byl v květnu 1915 přeložen na italskou frontu. V bojích na Soči byl znovu zraněn (srpen 1915), ale již v listopadu byl znovu v aktivní službě. Krátce byl velitelem 50. pěší divize a 62. pěší divize, dočasně byl pověřen také velením 17. armádního sboru. Za mimořádné nasazení získal v roce 1917 rytířský kříž prestižního Řádu Marie Terezie. Řád převzal osobně z rukou císaře Karla I. při 180. řádové promoci 14. srpna ve vile Wartholz. K datu 22. srpna 1917 byl povýšen do hodnosti polního podmaršála, zároveň stažen z fronty a do konce války zastával funkci ředitele Tereziánské vojenské akademieve Vídeňském Novém Městě. Koncem roku 1918 bylo jeho jméno spojeno s pokusem uchovat monarchistické zřízení v Rakousku. V armádě byl penzionován k datu 1. ledna 1919 a dožil v soukromí ve Vídni. Je pohřben na hřbitově ve vídeňské čtvrti Hietzing.

## Rodina
Byl dvakrát ženatý. Poprvé se oženil v Zoločivi v roce 1886 s Olgou Langnerovou von Granthal (1862–1893), dcerou majora Julia Langnera. Podruhé se oženil v roce 1897 v Brodech s Marthou Hirschovou von Duinofels (*1876), dcerou generálmajora Maximiliana Hirsche. Z prvního manželství se narodil syn Guido (*1887), s druhou manželkou měl syny Maximiliana (*1897) a Augusta (*1901). Všichni tři synové se jako nižší důstojníci zúčastnili první světové války, později působili v civilních službách a ekonomické sféře.

## Tituly a ocenění
V roce 1910 byl povýšen do šlechtického stavu s predikátem Edler von Arienti s využitím příjmení matky. Jako nositel prestižního Řádu Marie Terezie byl na základě řádových stanov v roce 1917 povýšen do stavu svobodných pánů. Během své služby získal řadu dalších ocenění v Rakousku-Uhersku, za příkladnou účast na vojenských manévrech s mezinárodní účastí obdržel také dvě vyznamenání v zahraničí.

### Rakousko-Uhersko
- Válečná medaile (1882)
- Jubilejní pamětní medaile (1898)
- Vojenská záslužná medaile (1900)
- Služební odznak pro důstojníky III. třídy (1902)
- Vojenský záslužný kříž III. třídy (1904)
- Řád železné koruny III. třídy (1908)
- Vojenský jubilejní kříž (1908)
- Vojenský záslužný kříž II. třídy s válečnou dekorací (1914)
- Řád železné koruny II. třídy s válečnou dekorací (1915)
- rytířský kříž Leopoldova řádu s válečnou dekorací (1916)
- rytíř Vojenského řádu Marie Terezie (1917)

### Zahraničí
- Řád červené orlice II. třídy (1913, Německo)
- Řád meče II. třídy (1913, Švédsko)